# Tassousfi
Tassousfi (en àrab تسوسفي, Tasūsfī; en amazic ⵜⴰⵙⵓⵙⴼⵉ) és una comuna rural de la província de Taroudant, a la regió de Souss-Massa, al Marroc. Segons el cens de 2014 tenia una població total de 6.724 persones.